# Bob a 2018. évi téli olimpiai játékokon
A 2018. évi téli olimpiai játékokon a bob versenyszámait az Alpensia csúszóközpontban, Phjongcshang (Pyeongchang)ban rendezték február 18. és 25. között.
A férfiaknak kettő, a nőknek egy versenyszámban osztottak érmeket.

## Naptár
Az időpontok helyi idő szerint (UTC+9) és magyar idő szerint (UTC+1) is olvashatóak. A döntők kiemelt háttérrel vannak jelölve.
| Dátum       | Helyi idő   | Magyar idő  | Versenyszám                 |
| ----------- | ----------- | ----------- | --------------------------- |
| február 18. | 20:05-22:45 | 12:05-14:45 | férfi kettesbob, 1–2. futam |
| február 19. | 20:15-23:00 | 12:15-15:00 | férfi kettesbob, 3–4. futam |
| február 20. | 20:50-22:45 | 12:50-14:45 | női kettesbob, 1–2. futam   |
| február 21. | 20:40-23:00 | 12:40-15:00 | női kettesbob, 3–4. futam   |
| február 24. | 9:30-12:00  | 1:30-4:00   | férfi négyesbob, 1–2. futam |
| február 25. | 9:30-12:30  | 1:30-4:30   | férfi négyesbob, 3–4. futam |

## Éremtáblázat
(A rendező nemzet csapata eltérő háttérszínnel, az egyes számoszlopok legmagasabb értéke, vagy értékei vastagítással kiemelve.)
| A 2018. évi téli olimpiai játékok éremtáblázata bobban | A 2018. évi téli olimpiai játékok éremtáblázata bobban | A 2018. évi téli olimpiai játékok éremtáblázata bobban | A 2018. évi téli olimpiai játékok éremtáblázata bobban | A 2018. évi téli olimpiai játékok éremtáblázata bobban | Olimpia  |
| ------------------------------------------------------ | ------------------------------------------------------ | ------------------------------------------------------ | ------------------------------------------------------ | ------------------------------------------------------ | -------- |
|                                                        | Ország                                                 | Arany                                                  | Ezüst                                                  | Bronz                                                  | Összesen |
| 1.                                                     | Németország (GER)                                      | 3                                                      | 1                                                      | 0                                                      | 4        |
| 2.                                                     | Kanada (CAN)                                           | 1                                                      | 0                                                      | 1                                                      | 2        |
|                                                        |                                                        |                                                        |                                                        |                                                        |          |
| 4.                                                     | Dél-Korea (KOR)                                        | 0                                                      | 1                                                      | 0                                                      | 1        |
| 4.                                                     | Egyesült Államok (USA)                                 | 0                                                      | 1                                                      | 0                                                      | 1        |
|                                                        |                                                        |                                                        |                                                        |                                                        |          |
| 5.                                                     | Lettország (LAT)                                       | 0                                                      | 0                                                      | 1                                                      | 1        |
|                                                        |                                                        |                                                        |                                                        |                                                        |          |
| Összesen                                               | Összesen                                               | 4                                                      | 3                                                      | 2                                                      | 9        |

## Érmesek
| A 2018. évi téli olimpiai játékok érmesei bobban |                                                                                            |         | |         |                                                     |              |
| Versenyszám                                      | Arany                                                                                      | Arany   | Ezüst | Ezüst   | Bronz                                               | Bronz        |
| Férfi kettes                                     | Kanada (CAN) · Justin Kripps · Alexander Kopacz                                            | 3:16,86 | Nem adták ki |         | Lettország (LAT) · Oskars Melbardis · Janis Strenga | 3:16,91      |
| Férfi kettes                                     | Németország (GER) · Francesco Friedrich · Thorsten Margis                                  | 3:16,86 | Nem adták ki |         | Lettország (LAT) · Oskars Melbardis · Janis Strenga | 3:16,91      |
| Férfi négyes                                     | Németország (GER) · Francesco Friedrich · Candy Bauer · Martin Grothkopp · Thorsten Margis | 3:15,85 | Németország (GER) · Nico Walther · Kevin Kuske · Alexander Rödiger · Eric Franke                                                          | 3:16,38 | Nem adták ki                                        | Nem adták ki |
| Férfi négyes                                     | Németország (GER) · Francesco Friedrich · Candy Bauer · Martin Grothkopp · Thorsten Margis | 3:15,85 | Dél-Korea (KOR) · Von Jundzsong (Won Yun-jong) · Cson Dzsongnin (Jun Jung-lin) · Szo Jongu (Seo Young-woo) · Kim Donghjon (Kim Dong-hyun) | 3:16,38 | Nem adták ki                                        | Nem adták ki |
| Női kettes                                       | Németország (GER) · Mariama Jamanka · Lisa Buckwitz                                        | 3:22,45 | Egyesült Államok (USA) · Elana Meyers Taylor · Lauren Gibbs                                                                               | 3:22,52 | Kanada (CAN) · Kaillie Humphries · Phylicia George  | 3:22,89      |